# Drogestofgehalte

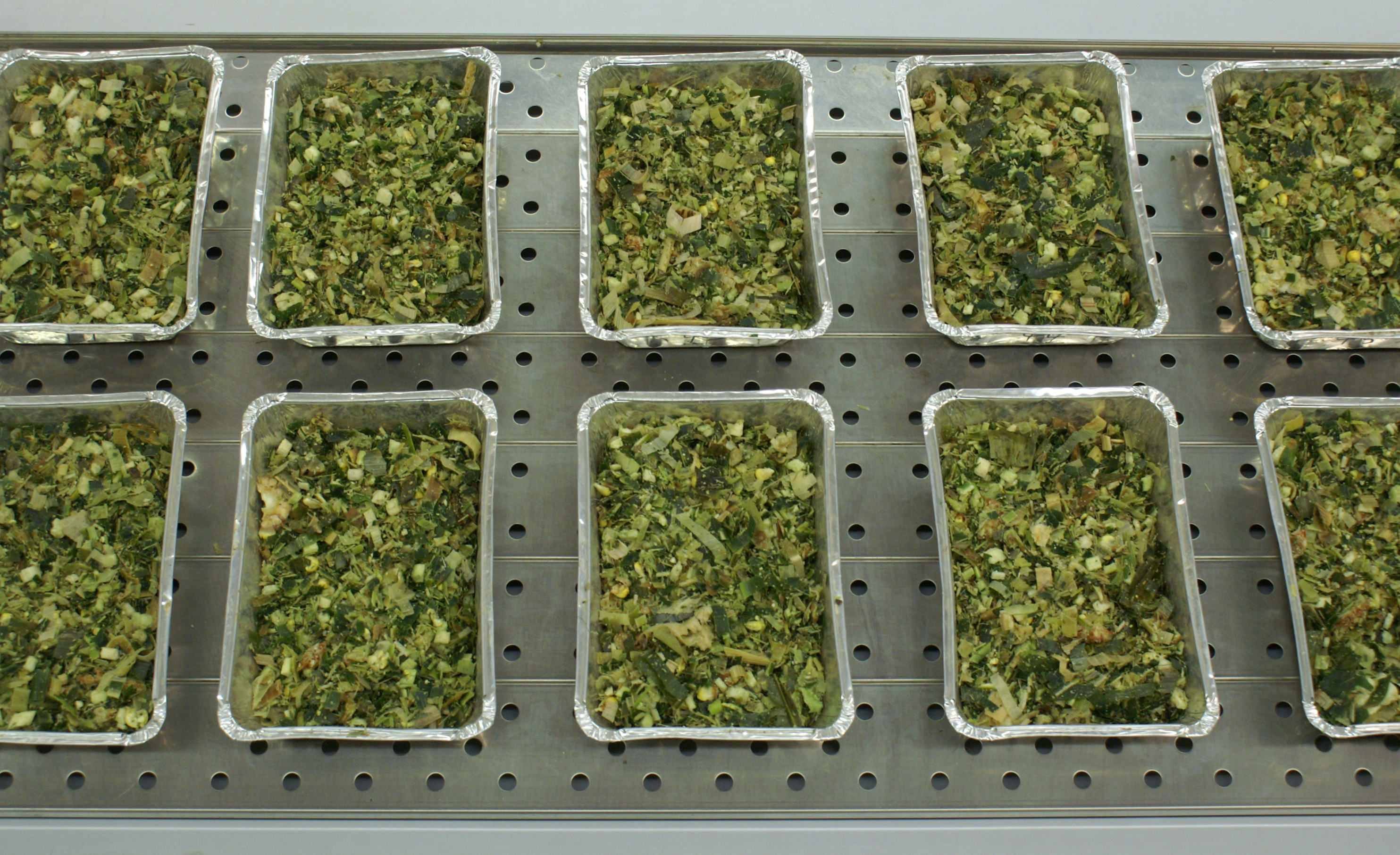
Bepaling drogestofgehalte bij gehakselde maïs bestemd voor energiewinning in een biogasinstallatie.

Het drogestofgehalte is een kenmerk van stoffen die van nature een aanzienlijk watergehalte hebben. Het gehalte droge stof wordt vaak afgekort tot ds en het wordt uitgedrukt in massaprocenten, ofwel de massa aan droge stof gedeeld door de totale massa van de stof. 
Weergegeven in een formule:
{\displaystyle m_{ges}=m_{W}+m_{T}}
{\displaystyle TS+W=1=100\,\%}
{\displaystyle TS={\frac {m_{T}}{m_{ges}}}={\frac {m_{T}}{m_{ges}}}\cdot 100\,\%\quad ,\quad W={\frac {m_{W}}{m_{ges}}}={\frac {m_{W}}{m_{ges}}}\cdot 100\,\%}
{\displaystyle m_{ges}} is de totale hoeveelheid materiaal, {\displaystyle m_{W}} de hoeveelheid water, {\displaystyle m_{T}} de hoeveelheid droge stof, {\displaystyle TS} het massa-aandeel droge stof en {\displaystyle W} het massa-aandeel water (watergehalte).
Men kan het drogestofgehalte ook in kg/kg uitdrukken. In dat geval kan het drogestofgehalte variëren tussen 0 en 1. Het is dan een dimensieloos getal. Meting van het drogestofgehalte geschiedt met behulp van nauwkeurig omschreven analysemethoden.
Het drogestofgehalte is een belangrijke grootheid bij de beoordeling van landbouwgewassen, voedingsmiddelen en biobrandstoffen. Ook bij de afvalverwerking en bij onderzoek naar bodemverontreiniging speelt het een rol. Het drogestofgehalte kan men doen toenemen door ontwateren, drogen of indampen. Bij organische stoffen kan het drogestofgehalte bepalend zijn voor de houdbaarheid ervan. Zo heeft condensmelk of zelfs melkpoeder een veel langere houdbaarheid dan onbewerkte melk. Bietenpulp dat ontstaat bij de suikerbereiding wordt gedroogd om de houdbaarheid als veevoer te vergroten. Bij biobrandstoffen verhoogt een van tevoren uitgevoerd ontwaterings- of droogproces de verbrandingswaarde. Indien de stof moet worden vervoerd, kan verlaging van het drogestofgehalte leiden tot verkleining van het te transporteren volume. Vooral bij afvalstoffen zoals rioolslib wordt het drogestofgehalte omhoog gebracht alvorens dit te verbranden. Bij vaste voedingsmiddelen kan het drogestofgehalte wel 50% bedragen; een komkommer bevat zelfs 94% water en dus 6% droge stof. Aan potgrond wordt water toegevoegd en geeft het drogestofgehalte een betrouwbaarder gegeven dan het gewicht hoeveel potgrond daadwerkelijk wordt aangeschaft.
Bij kuilgras is het drogestofgehalte van belang in verband met een goede conservering.